# ایلدیکو مینتسا-نبالد
ایلدیکو مینتسا-نِبالد (مجاری: Mincza-Nébald Ildikó؛ زادهٔ ۶ نوامبر ۱۹۶۹) ورزشکار شمشیربازی اهل مجارستان است.
وی در مسابقات کشوری و بین‌المللی در مجموع برندهٔ ۱ مدال برنز شده‌است.